# Ted Poor
Ted Poor (Rochester, 1981) is een Amerikaanse jazzdrummer van de modern creative-stijl.

## Biografie
Poor bezocht van 1999 tot 2003 de Eastman School of Music, waar hij slagwerk studeerde bij Rich Thompson en percussie bij John Beck. Hij was tijdens deze periode lid van meerdere bands, waaronder het Respect Sextet, Neos, het Ike Sturm Ensemble en de Jerseyband.
Na zijn studie werd hij lid van het Ben Monder Quartet, waarmee hij in 2005 een album opnam, en het trio van de trompettist Cuong Vu, waarmee hij een tournee ondernam door de Verenigde Staten en Europa. In 2004 was hij betrokken bij de opname van Chris Potter met de HR-bigband. Bovendien is hij lid van het Jerome Sabbagh Quartet.
In 2005 bracht hij zijn eerste album All Around uit als orkestleider. Met Ben Monder en Ralph Alessi formeerde hij het trio Third Wheel. In 2015 verscheen het album Amateur Dentist bij Pirouet Records, dat hij als trio opnam met Matt Penman en Joris Roelofs. Als sideman werkte hij onder andere met Chris Potter, Bill Frisell, Maria Schneider, Aaron Parks, Kurt Rosenwinkel, Mike Moreno, Kermit Driscoll, Kate McGarry, Marc Ducret, David Fiuczynski, Rich Perry, Joe Locke, Ahmad Mansour, Wycliffe Gordon, Cuong Vu, John McNeil, Nicolas Masson en Andy Manndorff.
- Biblioteca Nacional de España: XX5238447
- Bibliothèque nationale de France: cb16264905r (data)
- Gemeinsame Normdatei: 135519322
- International Standard Name Identifier: 0000 0001 1494 1221
- Library of Congress Control Number: no2008165727
- MusicBrainz: b652f169-60d3-4db0-a358-71a8e5d1ed73
- Nationale Bibliotheek van Israël: 987007568885105171
- Nederlandse Thesaurus van Auteursnamen: 296098302
- Virtual International Authority File: 266695849